# Discografia de Queen
A discografia da banda britânica de rock Queen, consiste em quatorze álbuns de estúdio, dois extended play, seis álbuns ao vivo, oito coletâneas oficiais, uma trilha sonora e sessenta e dois singles oficiais.
A banda foi formada em Londres, Inglaterra, no ano de 1970, e originalmente era composta por Freddie Mercury (vocal principal, piano), Brian May (guitarra, vocal), John Deacon (baixo, guitarras) e Roger Taylor (bateria, vocal).
O Queen lançou seu álbum de estréia em 1973, auto-intitulado Queen. Seu single de 1975, "Bohemian Rhapsody", foi número 1 nas paradas britânicas de sucesso durante nove semanas consecutivas (e mais cinco semanas em 1991) e é a terceiro single mais vendido de todos os tempos no Reino Unido. A compilação Greatest Hits, de 1981, é o álbum mais vendido na história do Reino Unido, com 5,8 milhões de cópias vendidas até 2012. Sua segunda compilação oficial, Greatest Hits II, de 1991, também está entre os dez maiores vendedores de discos de todos os tempos do Reino Unido, com 3,8 milhões de cópias vendidas até 2012.
Em 1991, o catálogo inteiro da banda foi remasterizado e lançado em CD nos Estados Unidos, e quatorze álbuns (todos os álbuns de estúdio até The Works, bem como o ao vivo Live Killers e a compilação Greatest Hits) foram remasterizados nos estúdios da Abbey Road, em Londres, Inglaterra, e lançados em CD e cassete no Reino Unido entre julho de 1993 e março de 1994. Em 2011, todo o catálogo do Queen volta a ser novamente remasterizado e relançado no Reino Unido e no resto do mundo (excluindo os Estados Unidos), para comemorar o 40º aniversário de criação da banda (além de ser o 20º aniversário da morte do cantor Freddie Mercury). As edições remasterizadas de 2011 foram lançadas pela Island Records (uma subsidiária da Universal Music), já que o contrato da banda com a EMI expirou-se em 2010.
A banda já vendeu mais de 300 milhões de cópias de seus álbuns no mundo inteiro e foi uma das mais populares bandas britânicas da décadas de 70 e 80, apresentando-se com magníficas produções em seus concertos e nos videoclipes de suas músicas.
Em 24 de novembro de 1991, o vocalista da banda Freddie Mercury faleceu vítima de uma broncopneumonia, em decorrência da AIDS, aos 45 anos de idade.

## Discografia

### Álbuns de estúdio
| Titulos              | Detalhes                                                                            | Posição nas paradas | Posição nas paradas | Posição nas paradas | Posição nas paradas | Posição nas paradas | Posição nas paradas | Posição nas paradas | Posição nas paradas | Posição nas paradas | Posição nas paradas | Certificados                                                                            |
| Titulos              | Detalhes                                                                            | RU                  | AUS                 | AUT                 | FRA                 | ALE                 | JPN                 | NLD                 | NOR                 | SUE                 | EUA                 | Certificados                                                                            |
| -------------------- | ----------------------------------------------------------------------------------- | ------------------- | ------------------- | ------------------- | ------------------- | ------------------- | ------------------- | ------------------- | ------------------- | ------------------- | ------------------- | --------------------------------------------------------------------------------------- |
| Queen                | - Lançamento : 13 de Julho de 1973 - Gravadora: EMI (#EMC 3006)                     | 24                  | 77                  | —                   | —                   | —                   | 52                  | —                   | —                   | —                   | 83                  | - : Ouro - : Ouro                                                                       |
| Queen II             | - Lançamento: 8 de março de 1974 - Gravadora: EMI (#EMA 767)                        | 5                   | 79                  | —                   | —                   | —                   | 26                  | —                   | 19                  | —                   | 49                  | - : Ouro                                                                                |
| Sheer Heart Attack   | - Lançamento: 8 de Novembro de 1974 - Gravadora: EMI (#EMC 3061)                    | 2                   | 19                  | —                   | 6                   | —                   | 23                  | 7                   | 9                   | —                   | 12                  | - : Platina - : Ouro - : Ouro                                                           |
| A Night at the Opera | - Lançamento: 21 de Novembro de 1975 - Gravadora: EMI (#EMTC 103)                   | 1                   | 1                   | 9                   | 16                  | 5                   | 9                   | 1                   | 4                   | 10                  | 4                   | - : 3× Platina - : Platina - : Platina - : Ouro                                         |
| A Day at the Races   | - Lançamento: 10 de Dezembro de 1976 - Gravadora: EMI (#EMTC 104)                   | 1                   | 8                   | 8                   | —                   | 10                  | 1                   | 1                   | 3                   | 8                   | 5                   | - : Platina - : Ouro                                                                    |
| News of the World    | - Lançamento: 28 de Outubro de 1977 - Gravadora: EMI (#EMA 784)                     | 4                   | 8                   | 9                   | 1                   | 7                   | 3                   | 1                   | 4                   | 9                   | 3                   | - : 4× Platina - : Ouro - : Platina - : Platina                                         |
| Jazz                 | - Lançamento: 10 de Novembro de 1978 - Gravadora: EMI (#EMA 788)                    | 2                   | 15                  | 8                   | 7                   | 5                   | 5                   | 3                   | 6                   | 6                   | 6                   | - : Platina - : Ouro - : Ouro - : Ouro - : Platina                                      |
| The Game             | - Lançamento: 30 de Junho de 1980 - Gravadora: EMI (#EMA 795)                       | 1                   | 11                  | 5                   | 17                  | 2                   | 5                   | 1                   | 2                   | 7                   | 1                   | - : 4× Platina - : Ouro - : Ouro - : Ouro - : Ouro                                      |
| Flash Gordon         | - Lançamento: 8 de Dezembro de 1980 - Gravadora: EMI (#EMC 3351)                    | 10                  | 29                  | 1                   | —                   | 2                   | 12                  | 7                   | 25                  | 29                  | 23                  | - : Ouro                                                                                |
| Hot Space            | - Lançamento: 21 de Maio de 1982 - Gravadora: EMI (#EMA 797)                        | 4                   | 15                  | 1                   | 7                   | 5                   | 6                   | 1                   | 3                   | 4                   | 22                  | - : Ouro - : Ouro - : Ouro                                                              |
| The Works            | - Lançamento: 27 de Fevereiro de 1984 - Gravadora: EMI (#EMC 240014)                | 2                   | 16                  | 2                   | 14                  | 3                   | 7                   | 1                   | 2                   | 3                   | 23                  | - : Platina - : Ouro - : Platina - : Platina - : Ouro                                   |
| A Kind of Magic      | - Lançamento: 2 de Junho de 1986 - Gravadora: EMI (#EU 3509)                        | 1                   | 12                  | 3                   | 6                   | 4                   | 25                  | 2                   | 5                   | 9                   | 46                  | - : 2× Platina - : 3× Platina - : Ouro                                                  |
| The Miracle          | - Lançamento: 22 de Maio de 1989 - Gravadora: Parlophone (#PCSD 107)                | 1                   | 4                   | 1                   | 11                  | 1                   | 23                  | 1                   | 2                   | 6                   | 24                  | - : Platina - : Ouro - : Platina - : Ouro - : Platina                                   |
| Innuendo             | - Lançamento: 4 de Fevereiro 1991 - Gravadora: Parlophone, Hollywood (#PCSD 115)    | 1                   | 6                   | 2                   | 9                   | 1                   | 17                  | 1                   | 8                   | 9                   | 30                  | - : Platina - : Ouro - : Platina - : Platina - : 2× Platina                             |
| Made in Heaven       | - Lançamento: 6 de Novembro de 1995 - Gravadora: Parlophone, Hollywood (#PCSD 167)  | 1                   | 3                   | 1                   | 2                   | 1                   | 10                  | 1                   | 2                   | 1                   | 58                  | - : 4× Platina - : Platina - : 3× Platina - : 2× Platina - : Platina - : Ouro - Platina |
| The Cosmos Rocks     | - Lançamento: 15 de Setembro de 2008 - Gravadora: Parlophone, Hollywood (#PCSD 115) | 4                   | 49                  | 11                  | 28                  | 4                   | 8                   | -                   | 24                  | 5                   | 27                  | - : Prata                                                                               |

### Álbuns ao vivo
| 1979 | Live Killers                               | EMI, Parlophone (Europa); Elektra, Hollywood Records (Estados Unidos) | #3 RU #16 Estados Unidos (Pop Albums) |
| 1986 | Live Magic                                 | EMI, Hollywood Records (Estados Unidos)                               | #3 RU #16 Estados Unidos              |
| 1989 | At The Beeb                                | Sony Music                                                            | #67 RU                                |
| 1992 | Live At Wembley '86                        | Parlophone, EMI (Estados Unidos)                                      | #2 RU                                 |
| 2004 | Queen on Fire - Live at the Bowl           | Parlophone, EMI (Estados Unidos)                                      | #20 RU                                |
| 2005 | Return of the Champions (com Paul Rodgers) | Parlophone, Hollywood Records (Estados Unidos)                        |                                       |
| 2007 | Queen Rock Montreal                        | Atlantic                                                              | #20 RU                                |
| 2009 | Live in Ukraine (com Paul Rodgers)         | Parlophone, Hollywood Records (Estados Unidos)                        |                                       |
| 2012 | Hungarian Rhapsody                         | Universal, Virgin EMI (Estados Unidos)                                |                                       |
| 2020 | Live Around the World (com Adam Lambert)   | Hollywood Records, Virgin EMI (Estados Unidos)                        | #1 RU #1 Austrália #1 Escócia         |

### Álbuns não-oficiais
- Final Live In Japan
- Live in Rock In Rio

### Álbuns de compilação
Segundo seu site oficial, o Queen possui oito coletâneas oficiais. Queen Collection 1 e 2 foram lançadas exclusivamente no Brasil.
- Greatest Hits (1981)
- Thank God it's Christmas (1985, Brasil apenas)
- Greatest Hits II (1991)
- Queen Rocks (1997)
- Greatest Hits III (1999)
- Absolute Greatest (2009)
- Deep Cuts, Volume 1 (1973-1976) (2011)
- Deep Cuts, Volume 2 (1977–1982) (2011)
- Deep Cuts, Volume 3 (1984–1995) (2011)

#### Outras compilações
- Classic Queen (1992)
- The 12" Collection (1992)
- Queen Collection (2007, Brasil apenas)
- Queen Collection 2 (2008, Brasil apenas)

### Box sets
- The Complete Works (1985): todos os álbuns até The Works, mais material bônus.
- Ultimate Queen (1995)
- The Crown Jewels (1998)
- The Platinum Collection: Greatest Hits I, II & III (2001)
- The Singles Collection Volume 1 (2008)
- The Singles Collection Volume 2 (2008)
- The Singles Collection Volume 3 (2010)
- The Singles Collection Volume 4 (2010)

### Extended plays(EP)
- Five Live (1993)

## Singles

### 1970s
| Título                                      | Ano  | Posição nos Charts | Posição nos Charts | Posição nos Charts | Posição nos Charts | Posição nos Charts | Posição nos Charts | Posição nos Charts | Posição nos Charts | Posição nos Charts | Posição nos Charts | Posição nos Charts | Posição nos Charts | Certificados                                                                      | Album                |
| Título                                      | Ano  | RU                 | AUS                | AUT                | BEL                | CAN                | FRA                | ALE                | IRE                | NLD                | NZL                | SWI                | EUA                | Certificados                                                                      | Album                |
| ------------------------------------------- | ---- | ------------------ | ------------------ | ------------------ | ------------------ | ------------------ | ------------------ | ------------------ | ------------------ | ------------------ | ------------------ | ------------------ | ------------------ | --------------------------------------------------------------------------------- | -------------------- |
| "Keep Yourself Alive"                       | 1973 | —                  | —                  | —                  | —                  | —                  | —                  | —                  | —                  | —                  | —                  | —                  | —                  |                                                                                   | Queen                |
| "Liar"                                      | 1974 | —                  | —                  | —                  | —                  | —                  | —                  | —                  | —                  | —                  | —                  | —                  | —                  |                                                                                   | Queen                |
| "Seven Seas of Rhye"                        | 1974 | 10                 | —                  | —                  | —                  | —                  | —                  | —                  | —                  | —                  | —                  | —                  | —                  |                                                                                   | Queen II             |
| "Killer Queen" / "Flick of the Wrist"       | 1974 | 2                  | 24                 | 10                 | 7                  | 15                 | —                  | 12                 | 2                  | 3                  | —                  | —                  | 12                 | - : Platina - : Ouro                                                              | Sheer Heart Attack   |
| "Now I'm Here"                              | 1975 | 11                 | —                  | —                  | —                  | —                  | —                  | 25                 | 14                 | 29                 | —                  | —                  | —                  |                                                                                   | Sheer Heart Attack   |
| "Keep Yourself Alive" (re-issue)            | 1975 | —                  | —                  | —                  | —                  | —                  | —                  | —                  | —                  | —                  | —                  | —                  | —                  |                                                                                   | Queen                |
| "Bohemian Rhapsody"                         | 1975 | 1                  | 1                  | 8                  | 1                  | 1                  | —                  | 7                  | 1                  | 1                  | 1                  | 4                  | 9                  | - : Diamante - : 8× Platina - : 4× Platina - : 3× Platina - : 2× Platina - : Ouro | A Night at the Opera |
| "You're My Best Friend"                     | 1976 | 7                  | 40                 | —                  | 23                 | 2                  | —                  | —                  | 3                  | 6                  | —                  | —                  | 16                 | - : Platina - : Ouro                                                              | A Night at the Opera |
| "Somebody to Love"                          | 1976 | 2                  | 15                 | —                  | 2                  | 5                  | 57                 | 21                 | 6                  | 1                  | —                  | —                  | 13                 | - : 2× Platina - : Platina - : Platina                                            | A Day at the Races   |
| "Tie Your Mother Down"                      | 1977 | 31                 | 47                 | —                  | 18                 | 68                 | —                  | —                  | —                  | 10                 | —                  | —                  | 49                 |                                                                                   | A Day at the Races   |
| "Good Old-Fashioned Lover Boy"              | 1977 | 17                 | —                  | —                  | —                  | —                  | —                  | —                  | —                  | —                  | —                  | —                  | —                  | - : Prata                                                                         | A Day at the Races   |
| "Teo Torriatte (Let Us Cling Together)"     | 1977 | —                  | —                  | —                  | —                  | —                  | —                  | —                  | —                  | —                  | —                  | —                  | —                  |                                                                                   | A Day at the Races   |
| "Long Away"                                 | 1977 | —                  | —                  | —                  | —                  | —                  | —                  | —                  | —                  | —                  | —                  | —                  | —                  |                                                                                   | A Day at the Races   |
| "We Are the Champions" / "We Will Rock You" | 1977 | 2                  | 8                  | 12                 | 10                 | 3                  | 1                  | 13                 | 3                  | 2                  | 8                  | —                  | 4                  | - : 3× Platina - : 2× Platina - : Platina - FRA: Silver+Gold - : Ouro             | News of the World    |
| "Spread Your Wings"                         | 1978 | 34                 | —                  | —                  | —                  | —                  | 31                 | 29                 | —                  | 26                 | —                  | —                  | —                  |                                                                                   | News of the World    |
| "It's Late"                                 | 1978 | —                  | —                  | —                  | —                  | —                  | —                  | —                  | —                  | —                  | —                  | —                  | 74                 |                                                                                   | News of the World    |
| "Bicycle Race" / "Fat Bottomed Girls"       | 1978 | 11                 | 25                 | 21                 | 15                 | — 17               | 7                  | 27                 | 10                 | 5                  | 20                 | —                  | 24                 | - : 2× Platina - : Prata                                                          | Jazz                 |
| "Don't Stop Me Now"                         | 1979 | 9                  | 53                 | 38                 | 23                 | —                  | 50                 | 35                 | 10                 | 16                 | —                  | 52                 | 86                 | - : 5× Platina - : 3× Platina - : 3× Platina - : 3× Platina                       | Jazz                 |
| "Jealousy"                                  | 1979 | —                  | —                  | —                  | —                  | —                  | —                  | —                  | —                  | —                  | —                  | —                  | —                  |                                                                                   | Jazz                 |
| "Mustapha"                                  | 1979 | —                  | —                  | —                  | —                  | —                  | —                  | —                  | —                  | —                  | —                  | —                  | —                  |                                                                                   | Jazz                 |
| "Love of My Life" (live)                    | 1979 | 63                 | —                  | —                  | —                  | —                  | —                  | —                  | —                  | —                  | —                  | —                  | —                  | - : Ouro                                                                          | Live Killers         |
| "We Will Rock You" (live)                   | 1979 | —                  | —                  | —                  | —                  | —                  | —                  | —                  | —                  | —                  | —                  | —                  | —                  |                                                                                   | Live Killers         |
| "Crazy Little Thing Called Love"            | 1979 | 2                  | 1                  | 9                  | 3                  | 1                  | 28                 | 13                 | 2                  | 1                  | 2                  | 5                  | 1                  | - : Platina - : Ouro - : Ouro                                                     | The Game             |

## Certificações
Abaixo estão as certificações obtidas pelo Queen no Brasil por suas vendagens de discos.
| Álbum                  | Ano original de lançamento | Ano da certificação | Certificação     | Formato          | Gravadora | Vendas    |
| Queen Collection       | 2008                       | 2008                | Disco de Platina | CD               | Som Livre | + 100.000 |
| Queen Collection       | 2008                       | 2008                | Ouro             | CD               | Som Livre | + 50.000  |
| Live At Wembley '86    | 1992                       | 2001                | Ouro             | CD               | EMI Music | + 100.000 |
| Queen Greatest Hits    | 1981                       | 1999                | Platina          | CD               | EMI Music | + 250.000 |
| Queen Greatest Hits II | 1991                       | 1997                | Platina Duplo    | CD               | EMI Music | + 500.000 |
| A Kind of Magic        | 1986                       | 2008                | Platina          | Download Digital | EMI Music | + 100.000 |
| A Kind of Magic        | 1986                       | 2008                | Ouro             | Download Digital | EMI Music | + 50.000  |